# Let Me Play with Your Poodle
«Let Me Play With Your Poodle» — пісня гокумного блюзу 1942 року, написана американським блюзовим музикантом Тампою Редом. У березні 1943 року його запис досяг 4 місця в Billboard « Harlem Hit Parade» після першого потрапляння в чарт у грудні 1942 року, і відтоді пісня була багато разів записана іншими артистами.

## Інші відомі записи
- Бонні Девіс і Пікаділлі Пайперс (1946)[2]
- Хенк Пенні (1947)[3]
- Lightnin' Hopkins (1947)[4] і знову в 1969 році в його альбомі The Great Electric Show and Dance, який вийшов у 1970 році.
- Люк «Давно пішов» Майлз (з Джорджем «Гармоніка» Смітом ) (1962)[5]
- Piano Red (1977, в однойменному альбомі)[6]
- CeDell Davis (1982, на збірному альбомі Living Country Blues USA Vol. 5 - Mississippi Delta Blues )[7]
- Дана Гіллеспі (1982, в альбомі Blue Job )[8]
- Джеймс Коттон (1996, в альбомі Deep in the Blues, який отримав Греммі)[9]
- Марсія Болл (1997, у своєму альбомі Let Me Play With Your Poodle )[10]
- Дюк Робілард Band (2011)[11]
- Марк Гамел (2020, у своєму альбомі Wayback Machine )[12]